# Trasmiera
Trasmiera, también conocida como merindad de Trasmiera y llamada históricamente Tresmiera, es una de las comarcas históricas de Cantabria (España), situada al este del río Miera y hasta el río Asón. Se extiende entre las bahías de Santander y Santoña, ocupando gran parte del litoral oriental de Cantabria. La costa de este tramo se caracteriza por sus acantilados y sus bellas playas como las de Langre, Loredo, Isla, las de Noja y la de Berria en Santoña. Hacia el interior la comarca ofrece extensos prados así como un gran desarrollo hotelero y campista. Limita al este con la Costa Oriental, al sur con Asón-Agüera, al oeste con la comarca de Santander y los Valles Pasiegos y al norte con el mar Cantábrico.
A pesar de que ya existe una ley de comarcalización de Cantabria, esta todavía no ha sido desarrollada. Por lo tanto la comarca no tiene, actualmente, entidad legal.

## Municipios de la comarca

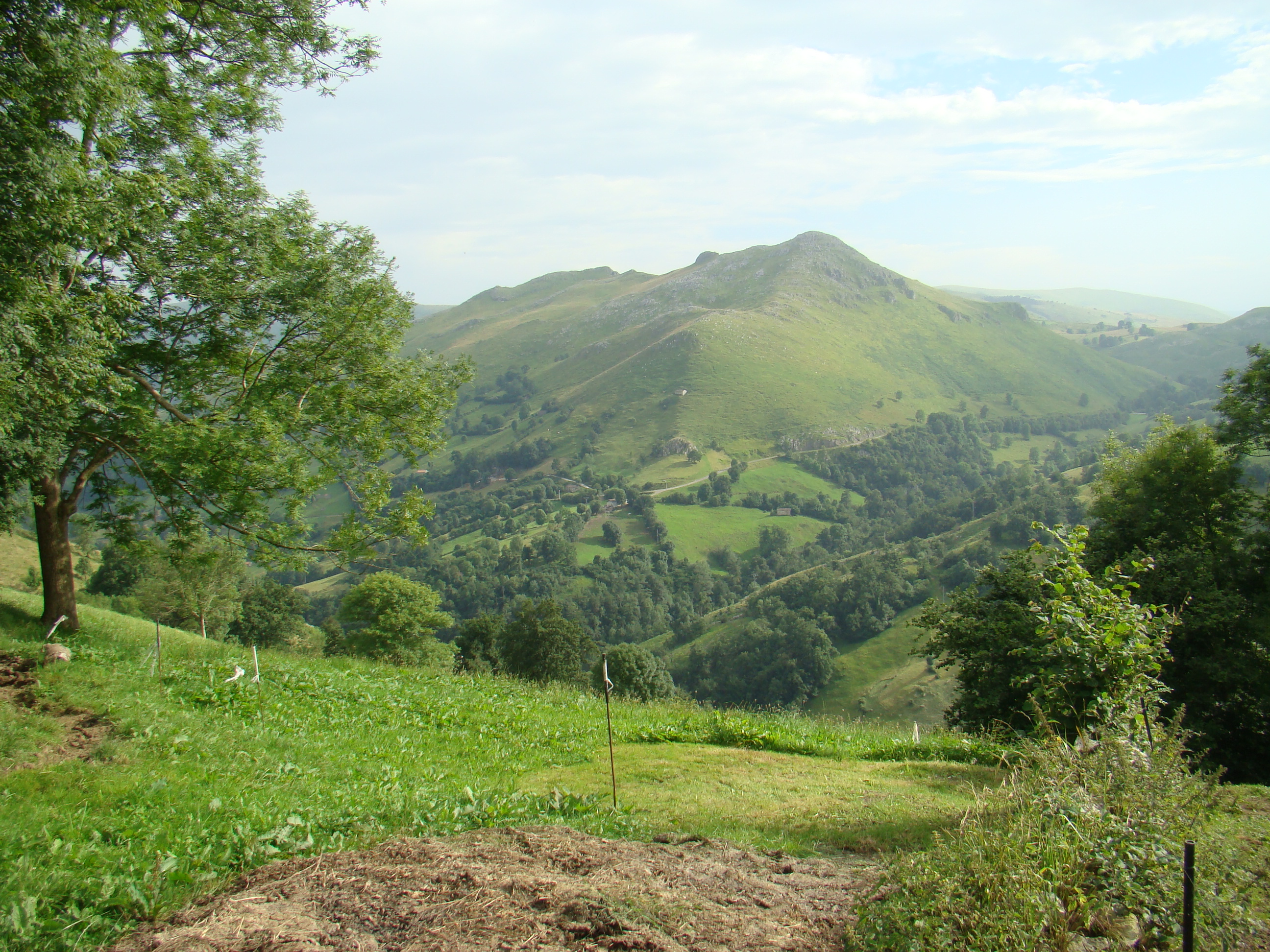
Paisaje en el municipio de Miera.

- Argoños.

- Arnuero.
- Bárcena de Cicero.
- Bareyo.
- Entrambasaguas.
- Escalante.
- Hazas de Cesto.
- Liérganes.
- Marina de Cudeyo.
- Medio Cudeyo.
- Meruelo.
- Miera.
- Noja.
- Ribamontán al Mar.
- Ribamontán al Monte.
- Riotuerto.
- Santoña.
- Solórzano.
- Voto.

## Historia
Los primeros vestigios con que contamos en la actualidad son de tiempos prehistóricos y se hallan en las cuevas de Puente Viesgo, La Garma (en Omoño, localidad del municipio de Ribamontán al Monte), en Santoña y en Miera. Apenas se han encontrado restos de la presencia romana, salvo en la bahía de Santoña, pues la romanización de esta zona fue débil y escasa. Por el contrario, persistió la cultura de los pueblos cántabros hasta el final de la monarquía visigoda. Entre los siglos VIII y X tuvo lugar un gran proceso de repoblación, lo que indica que estas tierras estaban prácticamente deshabitadas.
El rey Alfonso I de Asturias (739-757), duque de Cantabria, mandó repoblar lo que ahora se conoce como comarca de Trasmiera, donde había escasa presencia de núcleos humanos. La repoblación se hizo siguiendo la costumbre de la época, con el apoyo de fundaciones de pequeños monasterios, en torno a los cuales gravitarían desde entonces los asentamientos de familias vecinas trashumantes que llegarían a organizarse en aldeas y que serían el origen de muchos de los pueblos y villas actuales. Los monjes recibían en propiedad (lo que se llama presura) las tierras yermas a condición de cultivarlas.
Los monasterios de repoblación más antiguos fueron los de San Vicente de Fístoles (en Esles de Cayón) y Santa María del Puerto en Santoña, este último con amplio dominio jurisdiccional que duró hasta el siglo XVI. Sin embargo, a partir del siglo XI se vio obligado a depender del monasterio de Nájera (La Rioja), por mandato real, y así se mantuvo hasta el siglo XIX en que la desamortización llevó a cabo la disolución de los monasterios.
En los documentos del siglo IX aparece esta comarca como delimitación geográfica y administrativa. Esta delimitación ha contribuido a que a través de los siglos se hayan podido conservar muchas costumbres y actividades ancestrales. Una de las actividades más curiosas es el uso de los molinos de mareas, que han funcionado hasta hace relativamente poco tiempo. Existe un buen ejemplo en la localidad de Isla.
Históricamente la Cruz de Somarriba, situada en la localidad del mismo nombre (en el municipio de Liérganes), ha señalado el límite occidental de Trasmiera para dar paso al territorio de las Asturias de Santillana. Este hito es considerado por tanto la divisoria entre la Cantabria oriental (que comienza en Trasmiera) y la Cantabria occidental.

### Merindad de Trasmiera
Trasmiera aparece citada en la crónica de Alfonso III, escrita en el siglo IX, y vinculada al condado de Castilla en la centuria siguiente. A partir del siglo XIII se estableció por orden real esta demarcación como entidad administrativa. A finales del siglo XIV, se desarrollan en Trasmiera numerosos episodios de la guerra de bandos entre giles (de Solórzano) apoyados por los Velasco, y los Negretes (de Agüero) como intento de restablecer el señorío de los linajes en Cantabria. 
El rey estaba representado por un merino que en un principio fue una persona de la familia burgalesa de los Lara. Pasados los años los administradores o merinos fueron elegidos en las familias autóctonas de la comarca.
Regida por sus concejos de hombres de behetría, lograría en el siglo XIV liberarse del impuesto de la alcabala. Los Reyes Católicos ayudaron a la consolidación de su estructura interna en Juntas; Cudeyo (incluía los municipios actuales de Marina de Cudeyo, Medio Cudeyo, Liérganes, Miera, Riotuerto y Entrambasaguas, divididos en tres "tercios") Ribamontán (incluía los municipios actuales de Ribamontán al Mar y Ribamontán al Monte) Siete Villas (que incluía los municipios actuales de Arnuero, Bareyo, Noja y Meruelo) Cesto (incluía los municipios actuales de Bárcena de Cicero, Hazas de Cesto y Solórzano) y Voto (el actual municipio de Voto), a las que se agregaron, mediante carta de hermandad, las villas de Santoña y Escalante, así como el lugar de Argoños, en 1579. Cada junta construyó su casa de audiencia y cárcel, mientras las juntas generales de Merindad se celebraban en Hoz de Anero, siendo esta la capital de la merindad.
Hasta la conformación de los ayuntamientos constitucionales, en 1834, gozó de considerables franquicias fiscales, un alto grado de autogobierno y exenciones militares en aras de la autodefensa (Trasmiera se guarda a sí misma). La unidad geográfica y administrativa le ha permitido la conservación de muchas de sus costumbres tradicionales.

### El apellido Trasmiera
El apellido Trasmiera es de origen montañés, que en realidad, además de ser un topónimo, es un gentilicio, porque fue llevado por los pobladores cántabros, al salir de la tierra a sus nuevos destinos, donde fundaron sus solares, tomando el apellido de la tierra de donde procedían, la Trasmiera. Se les adjudican como armas escudo cuartelado:
- Campo de sinople y un guerrero armado con espada en la mano, en un alazán blanco.
- Campo de oro y una cruz flordelisada, acompañada de tres armiños de sable y tres flores de lis.
- Campo de oro y un pino de sinople con un perro blanco manchado de sable atado a él, y una sierpe que le acomete.
- Campo de sinople y mano cercenada y sangrante, y una rueda de carro de oro (este cuartel podría corresponder a los Obregón).

## Maestros canteros
La fama de los maestros canteros de esta comarca se remonta a la Edad Media. El oficio de cantero tenía una buena preparación y era tradicional y conocido más allá de sus fronteras trasmeranas. Durante los siglos XV al XVIII se dio el gran auge en España, Portugal y colonias americanas. Muchos de ellos trabajaron en obras tan especiales como el Monasterio de El Escorial y la Catedral de Sigüenza y en grandes monumentos de Galicia. Sin embargo, no dejaron apenas huella en Cantabria.

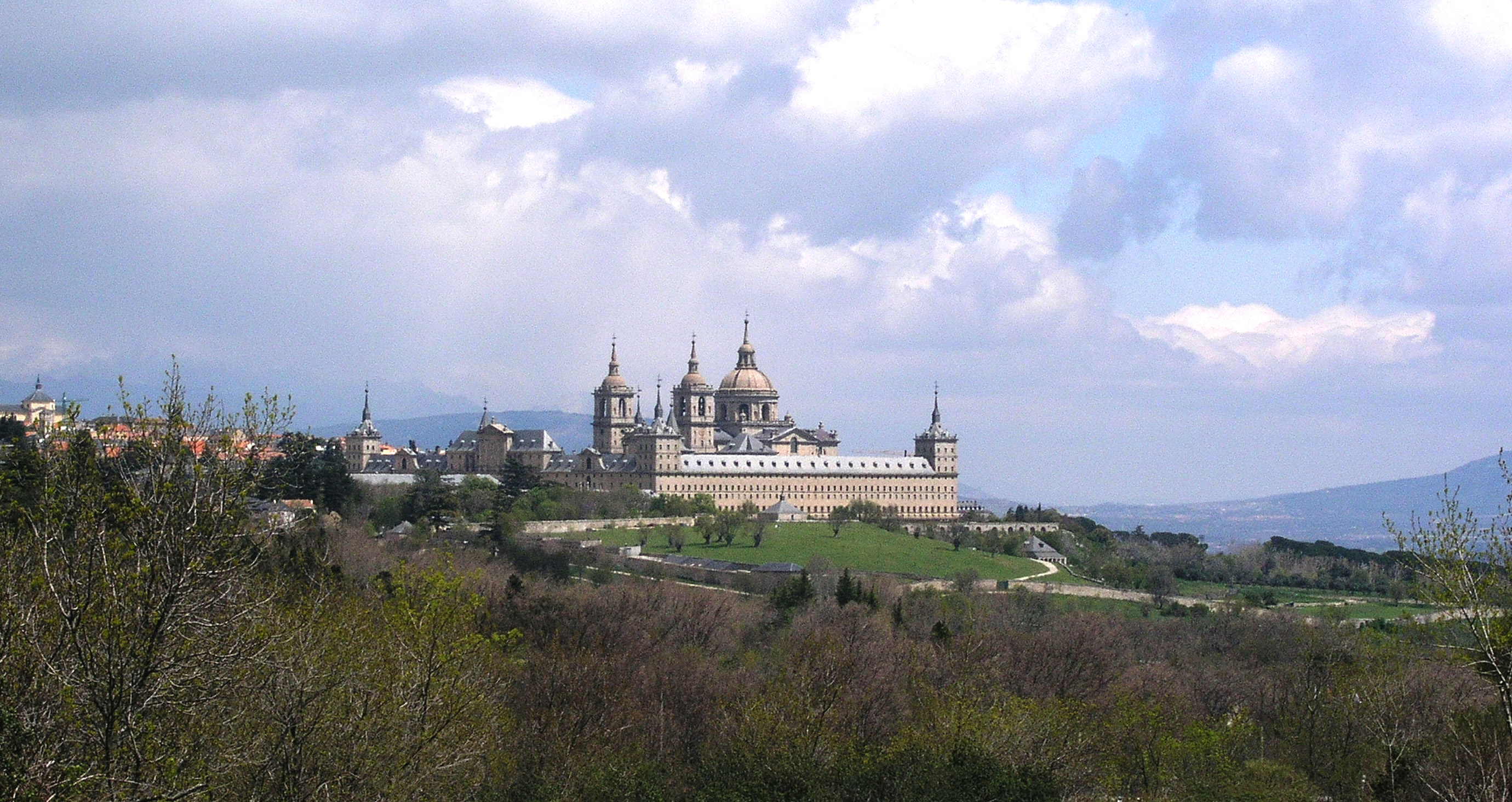
Monasterio de El Escorial, una de las obras realizadas por canteros trasmeranos. El cántabro Juan de Herrera fue uno de los arquitectos del monasterio.

Se sabe que a principios del siglo XII un gran número de canteros de Trasmiera fueron llamados para trabajar en la construcción de las murallas de Ávila. A partir del siglo XV se sabe por documentos que estaban trabajando por toda Castilla y que tenían puestos de gran responsabilidad. Se vieron en la necesidad de crear una agrupación de gremio, agrupación cerrada y esotérica en la que se comunicaban por medio de una jerga especial que sólo ellos conocían. Esta jerga lingüística se llamaba la pantoja. El oficio se trasmitía de padres a hijos, por lo que estos últimos gozaban de un aprendizaje especial que les permitía ser maestros y dirigir obras de catedrales antes de los 30 años.
Las contratas eran temporales. La emigración se daba por lo general en el mes de marzo para regresar en el invierno. Los canteros de más fama y más solicitados estaban a veces años fuera de su tierra y sólo regresaban para contraer matrimonio o para administrar sus propiedades y a veces para hacer testamento. Aunque estuvieran largos años fuera de su casa no perdían su condición de vecinos del lugar de origen. El apellido suele reflejar casi siempre el lugar de procedencia. Algunos de estos canteros llegaron a obtener una condición de hidalguía con sus propias armas heráldicas otorgadas por el rey, por lo que ocuparon en ocasiones cargos públicos.
Es reseñable que el apellido Cantera tenga su origen en esta misma comarca, sin duda por la presencia de las numerosas canteras que llevaban piedra a Bilbao, y que se usaban también para edificar en Somo, Pedreña, entre otros. Son sus armas, en campo de azur, un castillo de oro, y a su puerta, un lebrel manchado de plata y sable; bordura de gules cargada de ocho paneles de plata.

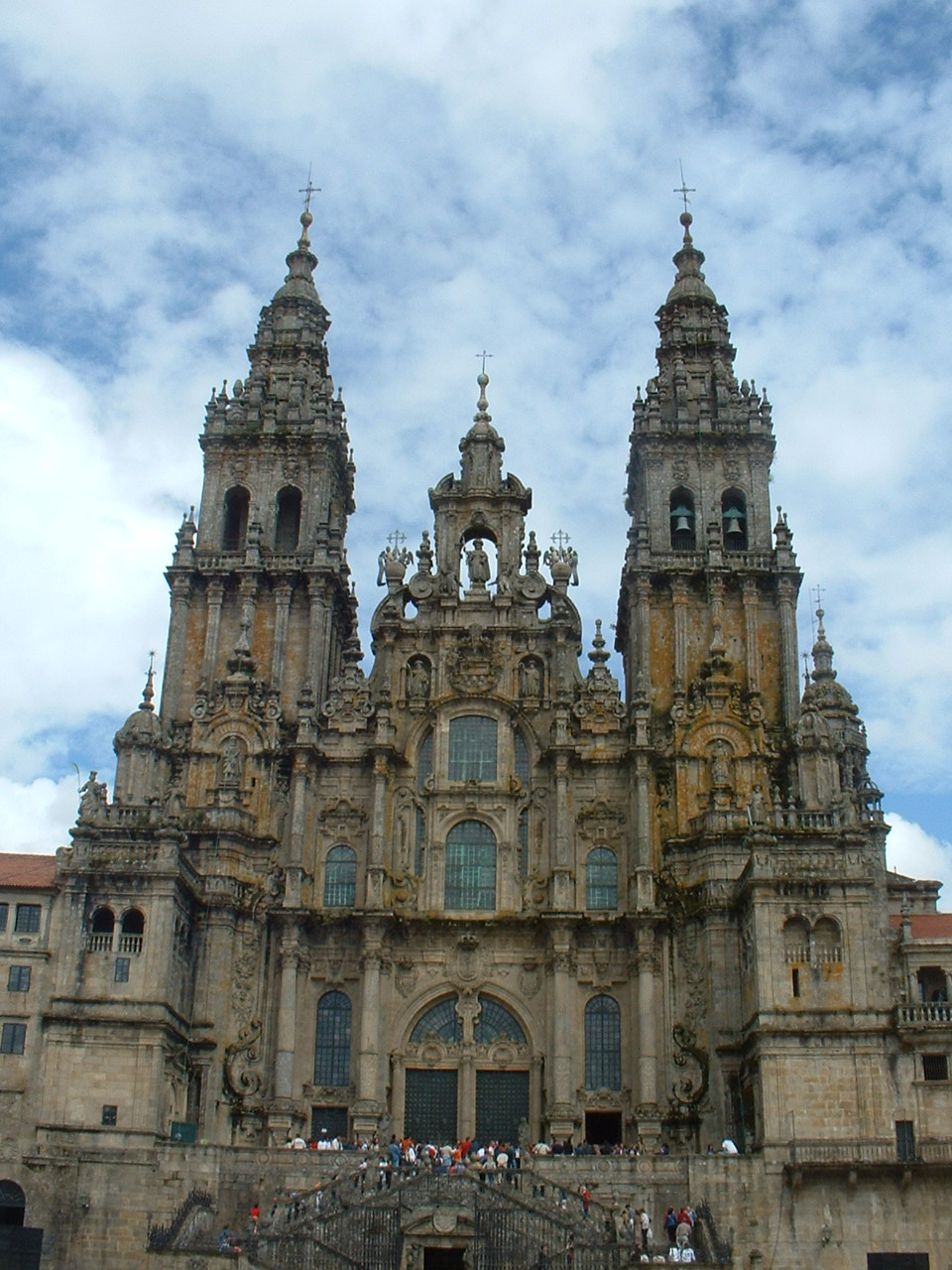
Catedral de Santiago de Compostela, una de las obras de Juan de Herrera El Trasmerano.

Cabe destacar al cántabro Juan de Herrera El Trasmerano, que llevó el gentilicio de la comarca por el norte de España durante el siglo XVI. Nació en la localidad de Gajano (del municipio de Marina de Cudeyo), y fue maestro mayor de la Catedral de Santiago. Hizo, en el año 1572, traza para el retablo de la capilla del colegio de Fonseca, y traza condiciones para obras en el Monasterio de San Justo de Tojosoutos. Asimismo, reparaciones en la Catedral de Orense. Proyectó reparaciones para el Puente de Caldas de Reyes, trabajó en el de Ledesma y en el de Betanzos, del que se ocupaba cuando falleció. También trabajó en los Monasterios de Sobrado y Celanova, y en el puente de Portomuro, y quedaron sin terminar las obras del convento de Monfero.

### Maestros canteros de renombre y algunas de sus obras
- Juan de Castillo: destacado arquitecto en Portugal durante el siglo XVI, dirigió las obras de cinco Patrimonios de la Humanidad de la Unesco, además de trabajar en las catedrales de Burgos y Sevilla.
- Diego de Castillo: hermanastro del anterior. Arquitecto con obras en Coímbra (Universidad), Oporto-Gaia (Monasterio de la Sierra del Pilar).
- Martín, Bartolomé y Gaspar de Solórzano: catedral de Palencia.
- Juan Gil de Hontañón: catedrales de Toledo, Segovia y Salamanca.
- Rodrigo Gil de Hontañón: Colegio Mayor de San Ildefonso de Alcalá de Henares y catedrales de Valladolid, Segovia, Salamanca, Ciudad Rodrigo y Santiago de Compostela
- Gaspar de Arce: catedral de Lugo y Catedral de Santiago de Compostela.
- Diego de Riaño: catedral y casa consistorial de Sevilla.
- Juan de Maeda: catedrales de Granada y Sevilla.
- Diego de Praves: arquitecto real en Valladolid.
- Juan de Herrera El Trasmerano: Catedral de Santiago de Compostela.
- Juan de Nates: obras en Valladolid.
- Francisco de Praves: arquitecto del duque de Lerma en Valladolid.
- Marcos de Vierna: Comisario General de Obras Públicas en los reinados de Fernando VI y Carlos III.
- Valentín Mazarrasa: obras en Valladolid, Toro y Zamora.
- Julián Mazarrasa: autor de un tratado de arquitectura.
- Juan de Naveda: capilla del obispo Vigiles en la catedral de Oviedo y el palacio de los Acevedo.
- Bartolomé de Hermosa: cantero, arquitecto e ingeniero que realizó numerosas construcciones en La Jacetania durante el reinado de Felipe II.[12]

## Maestros retablistas
Otro de los oficios tradicionales de Cantabria y sobre todo de la comarca de Trasmiera es el de retablista, es decir, el que concibe y compone un retablo, el que piensa y dispone sus trazas. El trabajo de la madera fue muy estimado durante la Edad Media y Renacimiento. Después de las normativas del Concilio de Trento (1563) en que se promueve el culto a las imágenes y los retablos, surgen en esta comarca cántabra multitud de talleres. La época de mayor auge es el siglo XVII de la que se tiene una amplia documentación.
Algunos retablistas como Simón de Bueras, Juan de Alvarado, Bartolomé de la Cruz, alcanzan un gran prestigio y son llamados para trabajar en La Rioja, Castilla y País Vasco. Los llamados Maestros de las Siete Villas (en torno a la bahía de Santoña) son los que más contacto tienen con los talleres castellanos. Muchos de estos retablistas eran arquitectos consumados y contaban con un buen taller donde trabajaban los talladores, los carpinteros, ensambladores, doradores y toda una serie de oficios necesarios para la culminación de la obra. Se ponían de acuerdo con los escultores y pintores, artistas necesarios para llevar a cabo un buen retablo. Estos son algunos de los oficios indispensables en un taller de retablista:
- Maestro arquitecto, que organizaba la estructura y presentaba las trazas.
- Maestro entallador, que se encargaba de los motivos de decoración.
- Maestro carpintero.
- Maestro escultor.
- Maestros pintores, que se ocupaban de la policromía.
- Maestros doradores, que hacían el estofado y el dorado.

Además de estos maestros consumados se movían por el taller los aprendices y oficiales. Durante los primeros cinco años el maestro enseñaba al aprendiz y le daba alimento y zapatos. Si el aprendiz quería continuar con el oficio, pasaba otros cinco años como oficial hasta alcanzar un nivel en el oficio que le pudiera independizar y establecerse por su cuenta.

### Proceso de contratación y ejecución de la obra
Cuando había necesidad de requerir un trabajo de retablo se colocaba un domingo en la puerta de la iglesia un bando dirigido a estos maestros. Pasado un mes, los retablistas se reunían en dicha iglesia y allí iban exponiendo a los mayordomos y clero de la parroquia sus dibujos, las trazas ideadas y las condiciones de trabajo y de remuneración. El clero y mayordomos escogían una de estas ofertas que exponían a los concursantes para comenzar con la subasta. Dicha subasta duraba el tiempo en que tardaba en consumirse una vela (a veces eran tres) y se concedía la obra al maestro cuya cantidad ofrecida estuviese puesta en el momento en que dicha vela se consumía del todo. El requisito siguiente era que el maestro asignado pagaba una especie de fianza o bien presentaba a otros compañeros como fiadores.
Una vez terminada esta sesión, se hacía legalmente el contrato ante notario. Había además una comisión formada por maestros, encargada de hacer cumplir tanto el proyecto como las condiciones expuestas.

### Estilo de las imágenes en Trasmiera
La influencia romanista de Miguel Ángel y sus seguidores que se refleja en la primera etapa de la contrarreforma es el estilo a seguir por los maestros trasmeranos. Las imágenes se representan con gran realismo y expresividad y el sufrimiento de los santos y mártires está patentes. El máximo exponente de esta corriente es Juan de Ancheta discípulo de Juan de Juni. El estilo de los maestros va evolucionando y a mediados del siglo XVII se dejan influir por la corriente de Gregorio Fernández. Los talleres de los retablistas imitan y difunden las nuevas modas hasta que los gustos van cambiando y ya a finales de ese siglo se van suprimiendo paulatinamente las imágenes y la estructura del retablo se va presentando con otro tipo de decoración.

## Maestros campaneros
La fabricación de campanas en Cantabria es una tradición que se remonta a la Edad Media. La comarca de Trasmiera fue cuna de prestigiosos fundidores de campanas, cuya fama trascendió los límites de España, llegando incluso a ser requeridos en parte de Europa y América. La importancia que alcanzaron estos artesanos campaneros fue tal que diversos estudiosos señalan que no existe en España una catedral, basílica o iglesia que no tenga o haya tenido en sus campanarios la huella de algún fundidor cántabro.

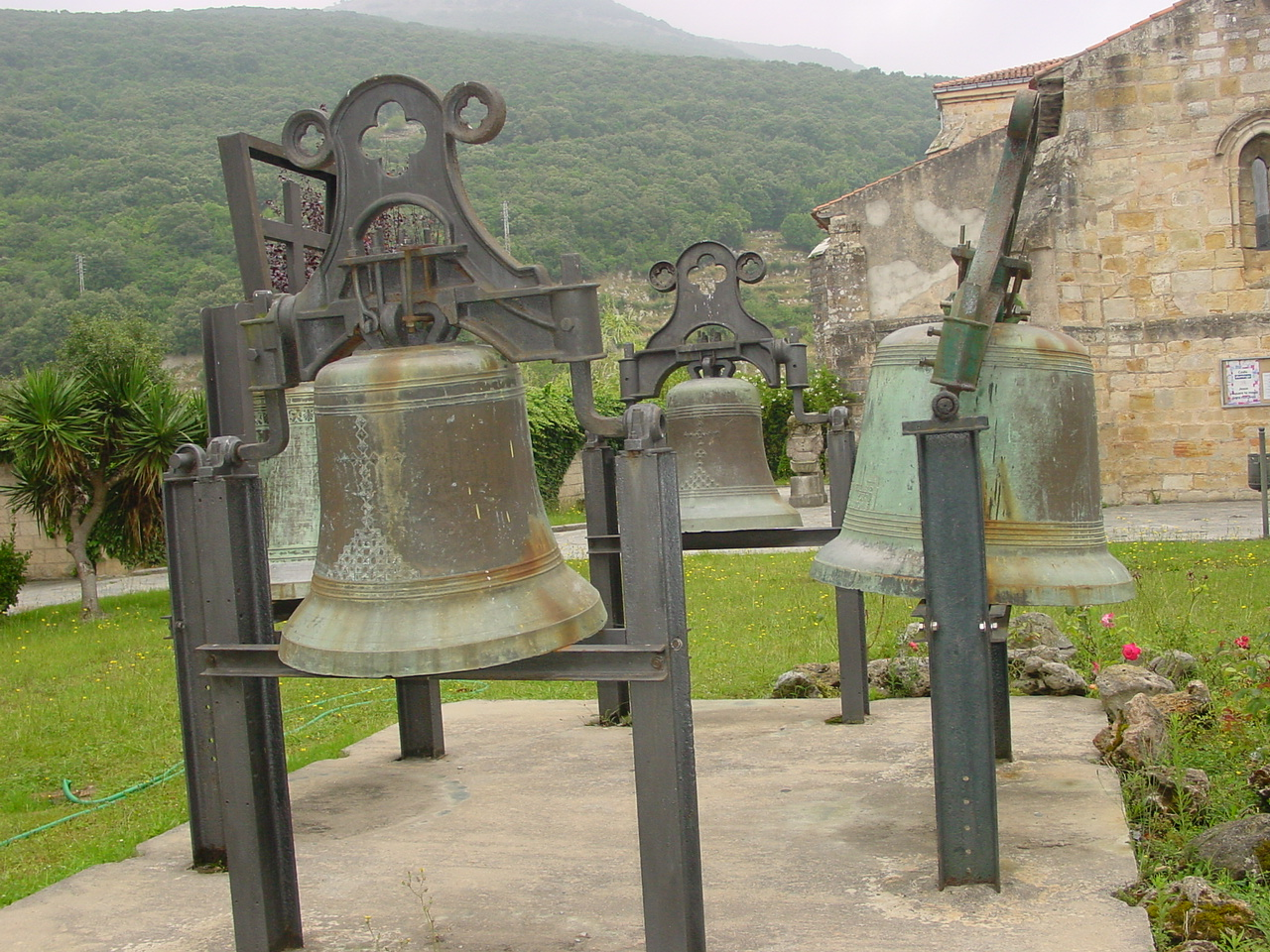
Campanas trasmeranas de la Iglesia de Santa María de Puerto en Santoña fundidas a mediados del por maestros campaneros de Meruelo.

En Trasmiera el oficio se desarrolló fundamentalmente en la Junta de Siete Villas, formada por los pueblos de Ajo, Arnuero, Bareyo, Castillo, Güemes, Isla, Meruelo, Noja y Soano, siendo numerosos los talleres de campanas existentes por aquel entonces. Este conocimiento fue trasmitido de padres a hijos a través de los siglos, constituyendo verdaderas sagas de maestros campaneros.
De su importancia destaca el hecho de que importantes catedrales en México o Perú posean campanas hechas por trasmeranos a pie de obra. Así en Lima se fundió en 1797 para su catedral la campana denominada "La Cantabria" que refleja la importancia de estos artesanos y su lugar de procedencia.
En 1753 se realizaría por maestros fundidores de Arnuero la considerada campana más grande de España, de 14,4 toneladas, destinada a la catedral de Toledo y en la que se estuvo trabajando durante dos años. Cuentan las crónicas que cuando se estrenó, su sonido provocó la ruptura de los cristales de la ciudad, lo que obligó a agujerearla para amortiguar el volumen de sus tañidos, y que del susto "malparieron" todas las damas que estaban embarazadas.
Como presente a los Príncipes de Asturias con motivo de su boda en el año 2004, el regalo oficial de Cantabria a la pareja fue la campana Virgen Bien Aparecida de 1600 kg forjada en la localidad de Gajano (Marina de Cudeyo). Fue realizada por unos de los últimos maestros campaneros, los hermanos Portilla herederos de la tradición campanera trasmerana.

## En la actualidad
La comarca goza de un importante impulso a través de las inversiones gubernamentales, y de proyectos nacidos de los propios municipios que forman Trasmiera, tales como el llevado a cabo por Arnuero, denominado el Ecoparque de Trasmiera. Las inversiones mejoran el condicionamiento de la comarca y la defensa y conservación de sus monumentos más preciados. En palabras de Marco Pérez Ansola, técnico en turismo del Ayuntamiento de Arnuero, "Trasmiera es una reina turística en la que se debería invertir más".
Trasmiera posee importantes enclaves turísticos, tales como las marismas de Joyel, el molino de mareas de Santa Olaya, así como el Observatorio del Arte de Trasmiera en Arnuero y el observatorio de las Tradiciones en Castillo Siete Villas. Además dispone de numerosos monumentos y lugares de interés repartidos por los diversos municipios. La región recibe visitantes tanto del turismo rural como del turismo de "sol y playa", puesto que la comarca posee una extensa franja de costa, y una gran variedad de destinos hacia el interior de la misma.

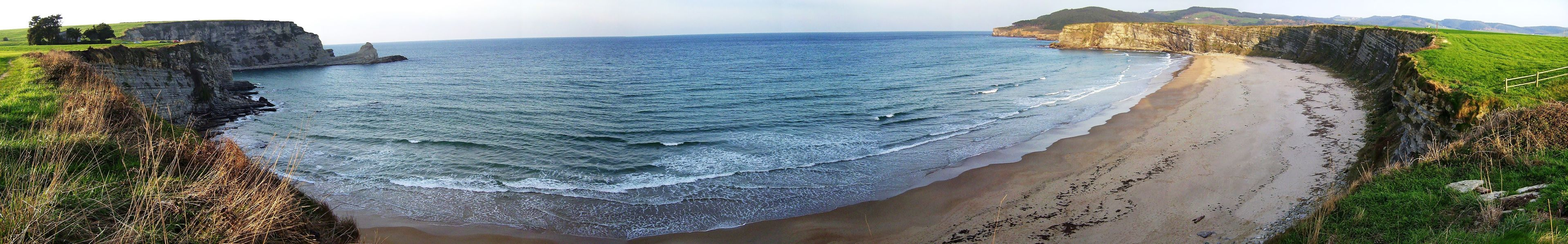
Panorámica de la playa de Langre rodeada de una rasa litoral. A la izquierda se puede observar la punta de Langre.

La población total de la Comarca de Trasmiera alcanza la cifra de 54 954 habitantes, según datos del INE del año 2006 (ver tabla). Según los datos del mismo año, los tres municipios más poblados, de mayor a menor, son Santoña (11 534), Medio Cudeyo (7201) y Marina de Cudeyo (5065), mientras que los menos poblados, de menor a mayor, son Miera (468), Escalante (800) y Solórzano (1052).
Los municipios más poblados de la comarca, gozan del impulso que supone la cercanía de la capital cántabra, Santander, tales como los municipios de Medio Cudeyo o Marina de Cudeyo, o bien disponen del atractivo turístico al ser municipios costeros, tales como Santoña. Por otro lado, los menos poblados tienen los mismos problemas típicos de la Cantabria interior, sufren una fortísima caída de la natalidad, el estancamiento de la mortalidad en valores altos como consecuencia del progresivo envejecimiento de la población y los saldos vegetativos y migratorios constantemente negativos. El ejemplo más claro es el municipio de Miera, que presenta un perfil muy envejecido con una edad media de 47 años.

## Destacado
| - Marismas de Santoña, Victoria y Joyel. - Playa de Berria. - Ecoparque de Trasmiera. | - Convento San Sebastián de Hano. - Real Fábrica de Artillería de La Cavada. - Yacimiento arqueológico del Pico del Castillo. | - Complejo kárstico del monte de La Garma. - Palacio de Chiloeches. - Penal de El Dueso. |

## Galería

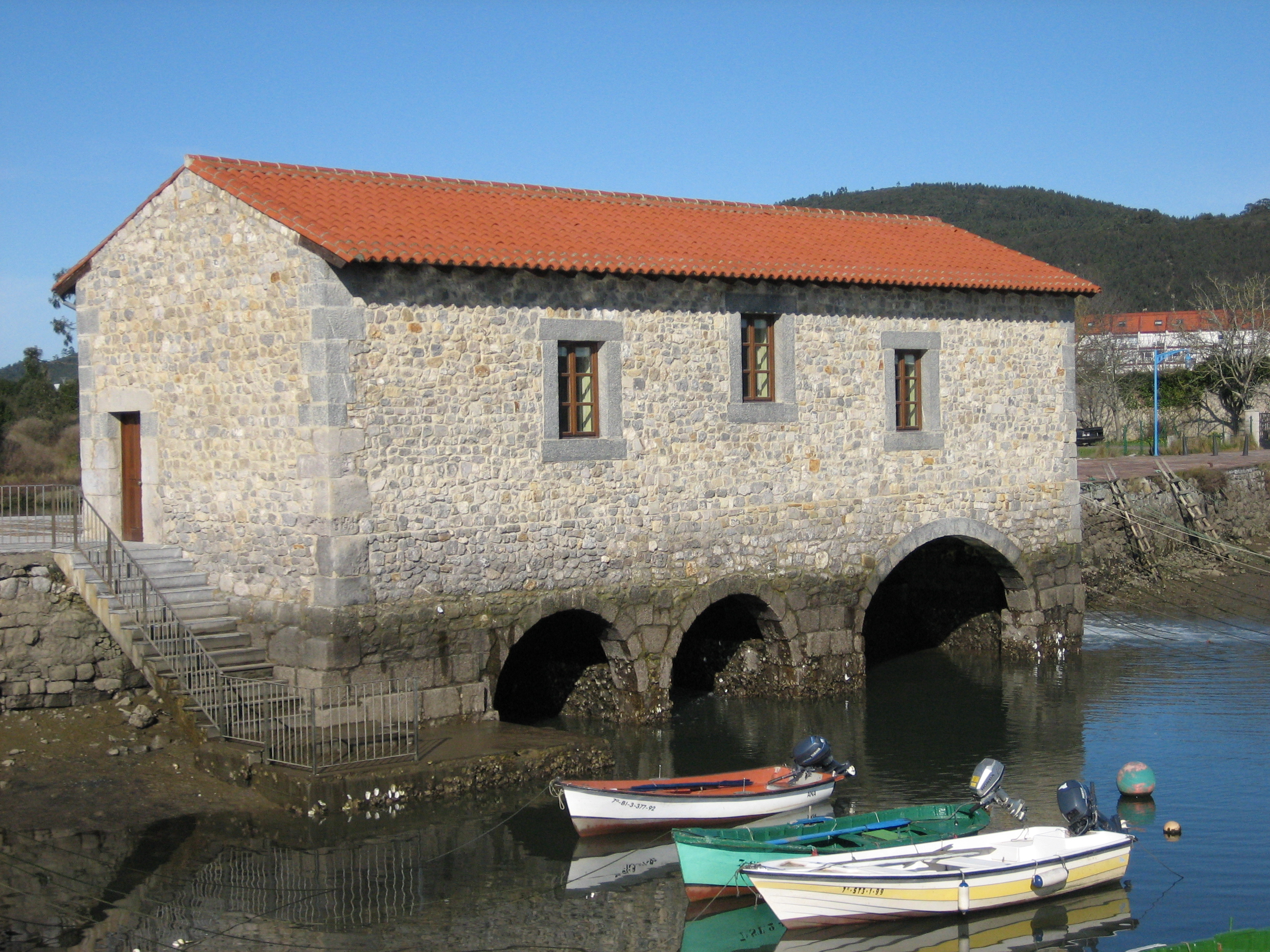
Molino de mareas en Argoños.
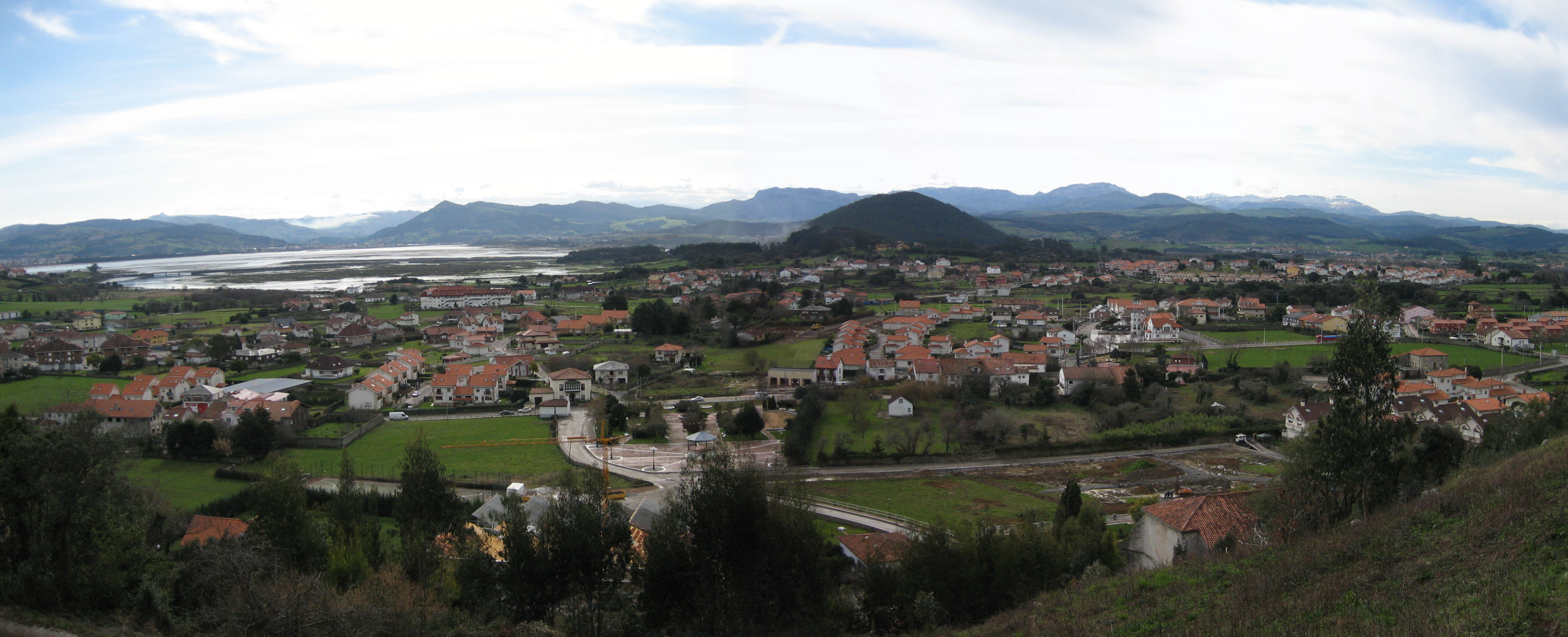
Argoños visto desde el norte, con las marismas de Santoña a la izquierda.
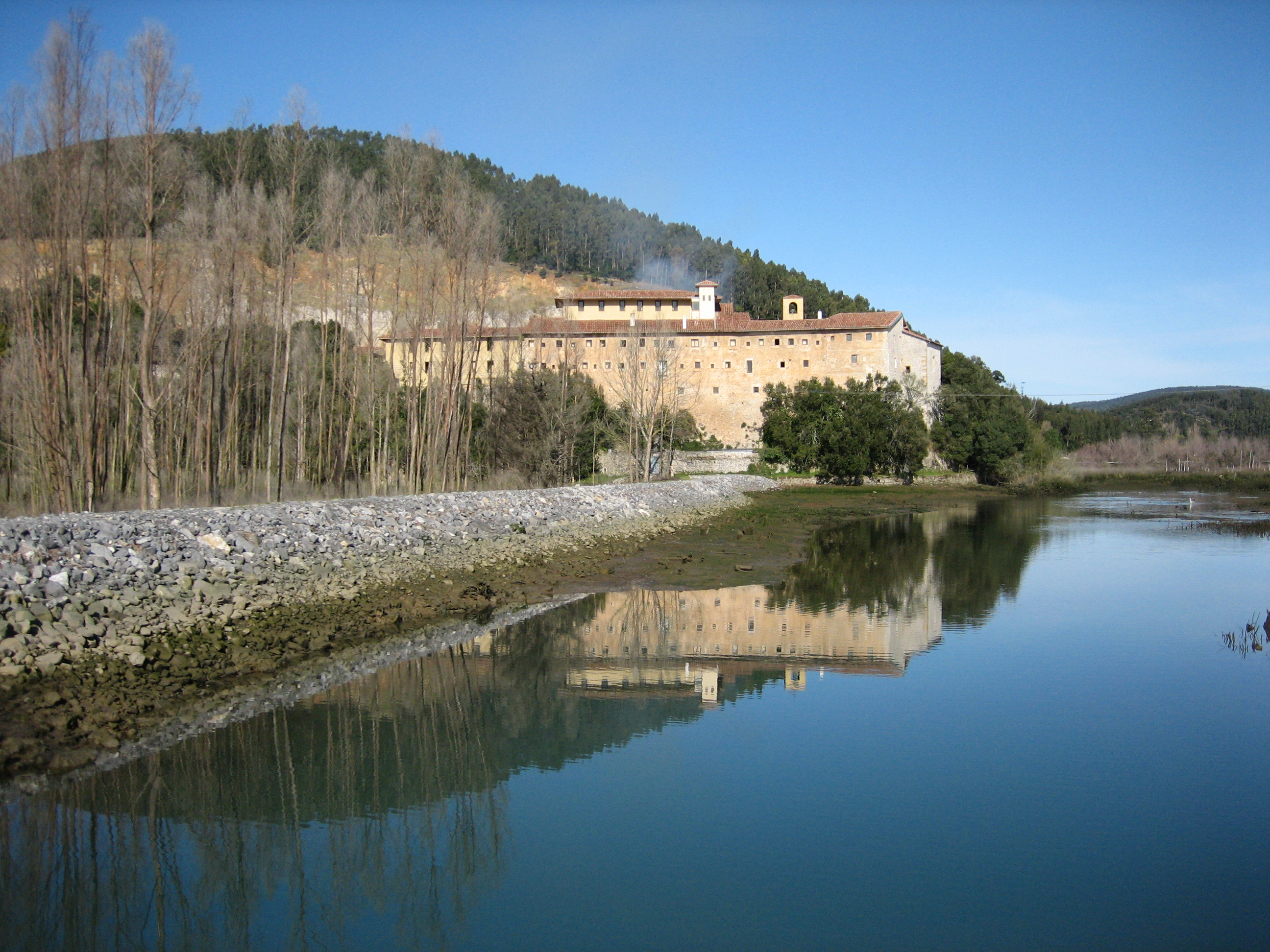
Convento de Montehano, junto a las marismas de Santoña y el monte Montehano al fondo.
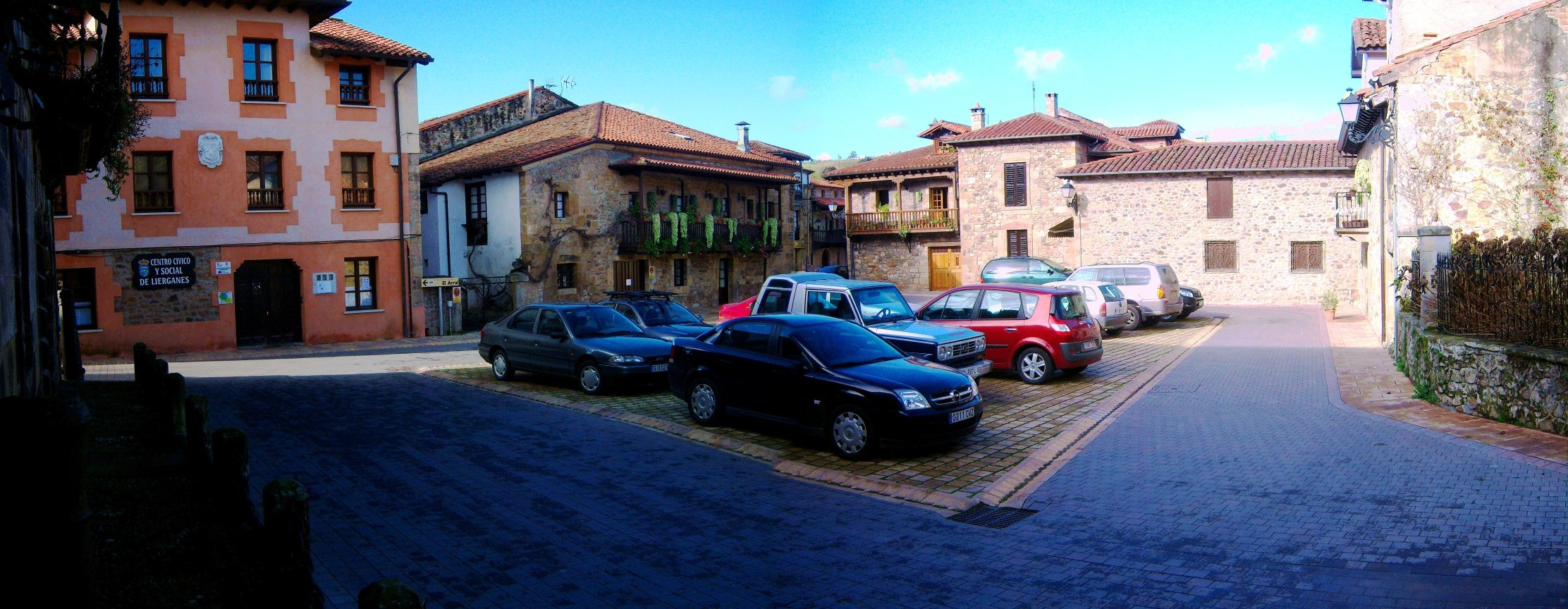
Plaza del Marqués de Valdecilla en Liérganes.
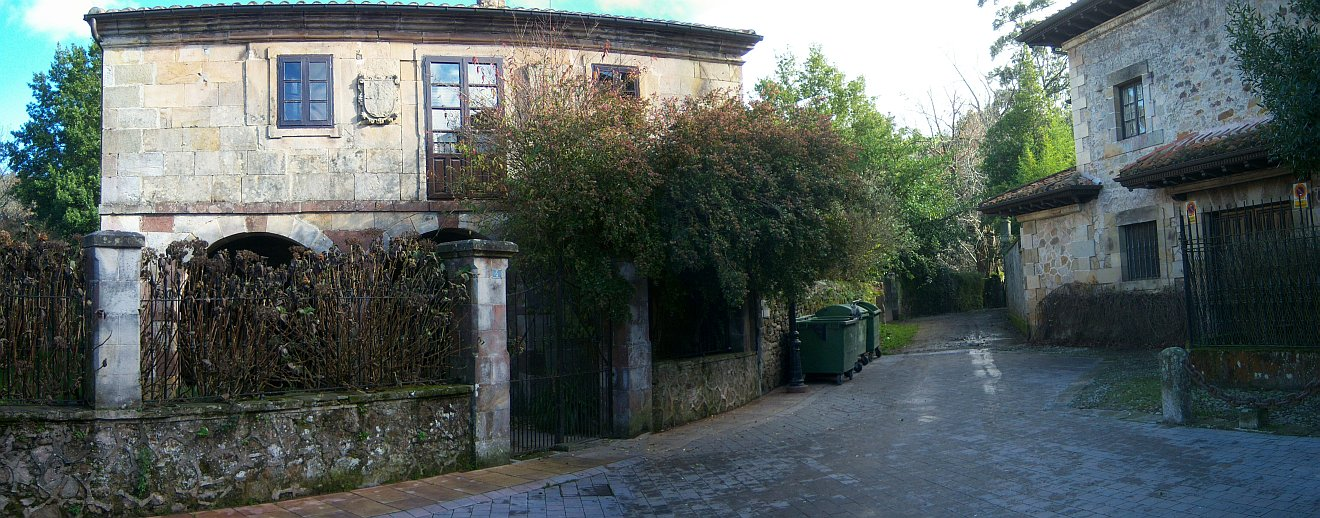
Casona solariega en Liérganes.
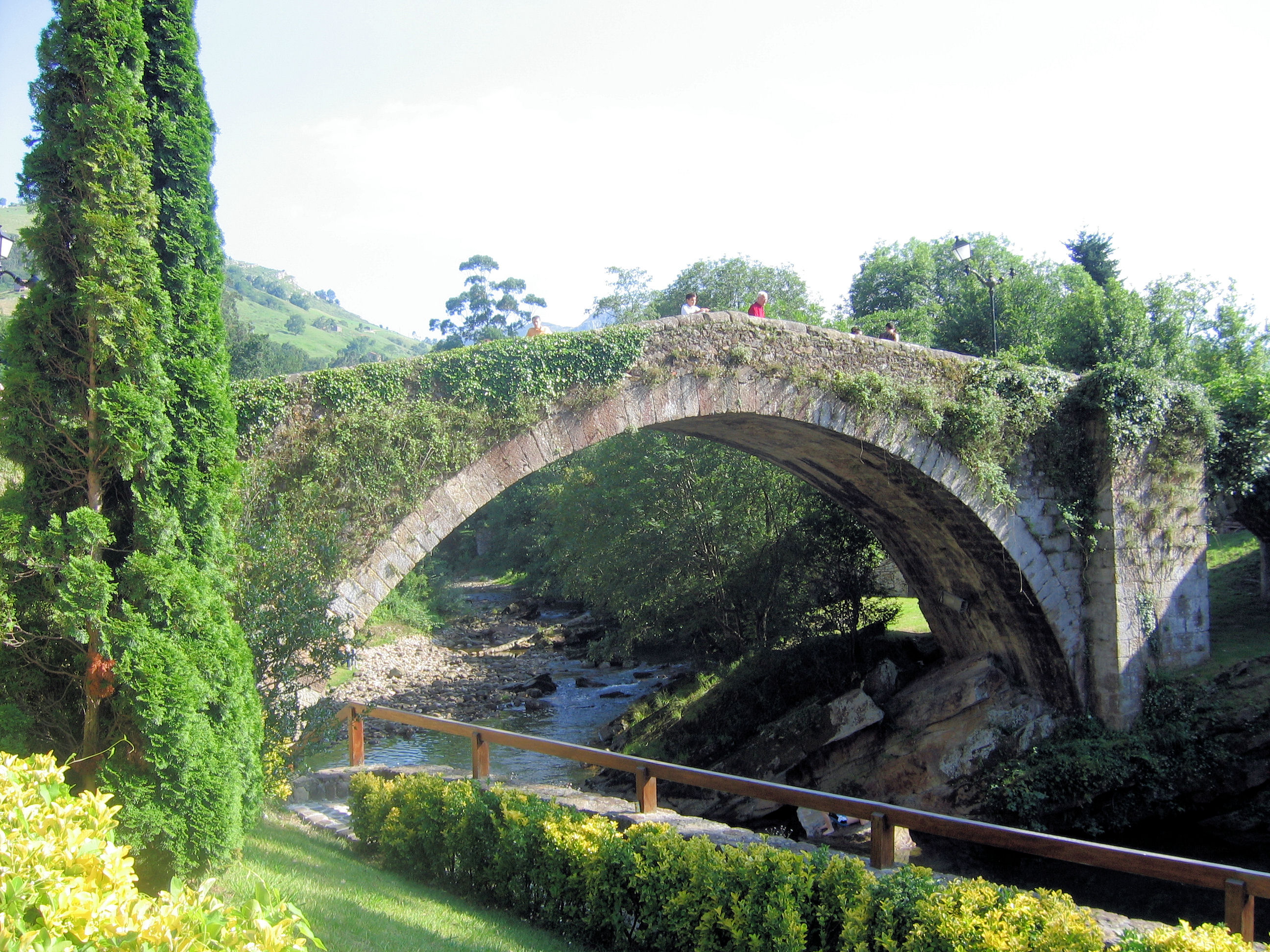
Puente del siglo XVI en Liérganes.
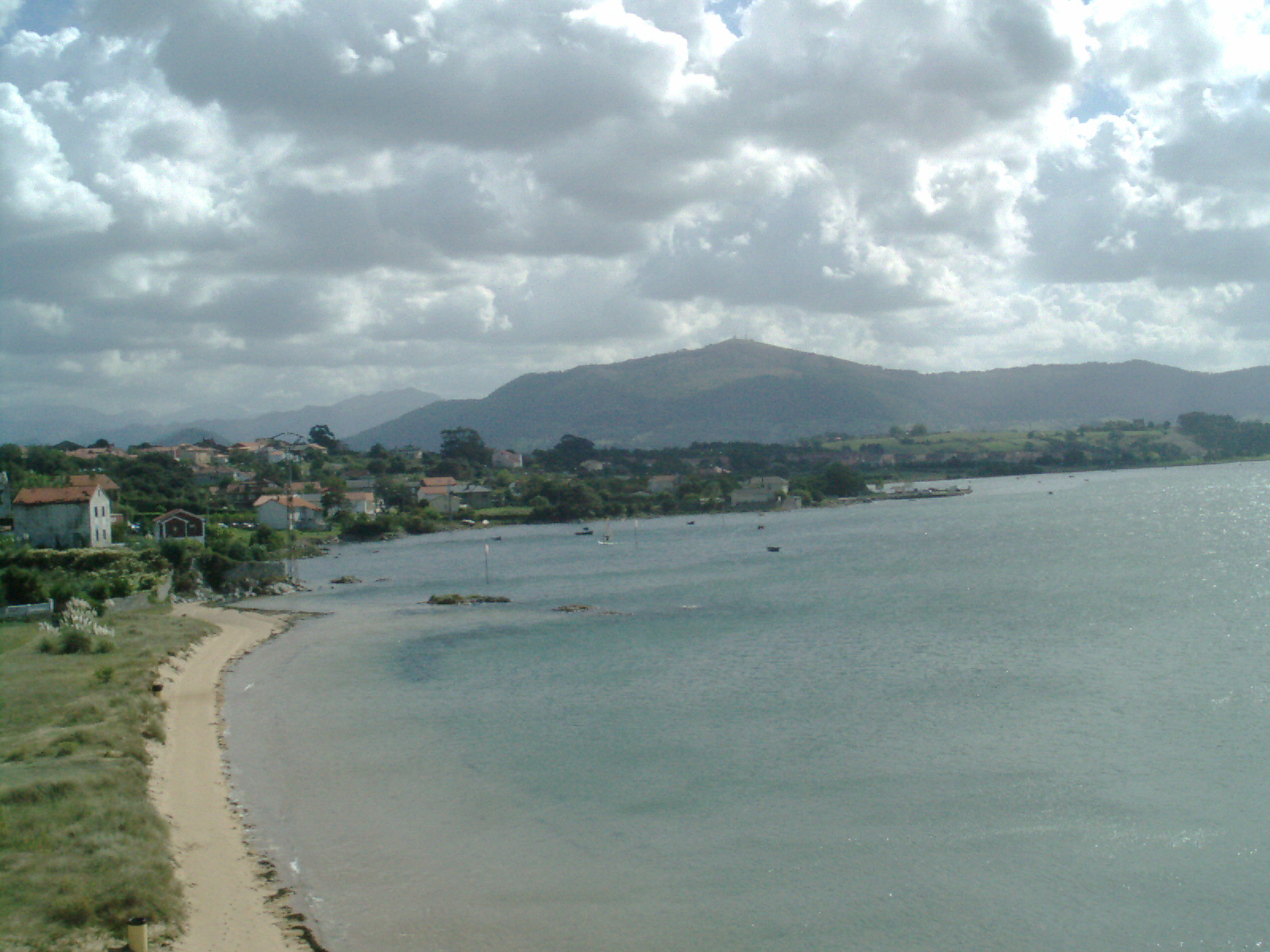
Peña Cabarga vista desde Pedreña (Marina de Cudeyo).
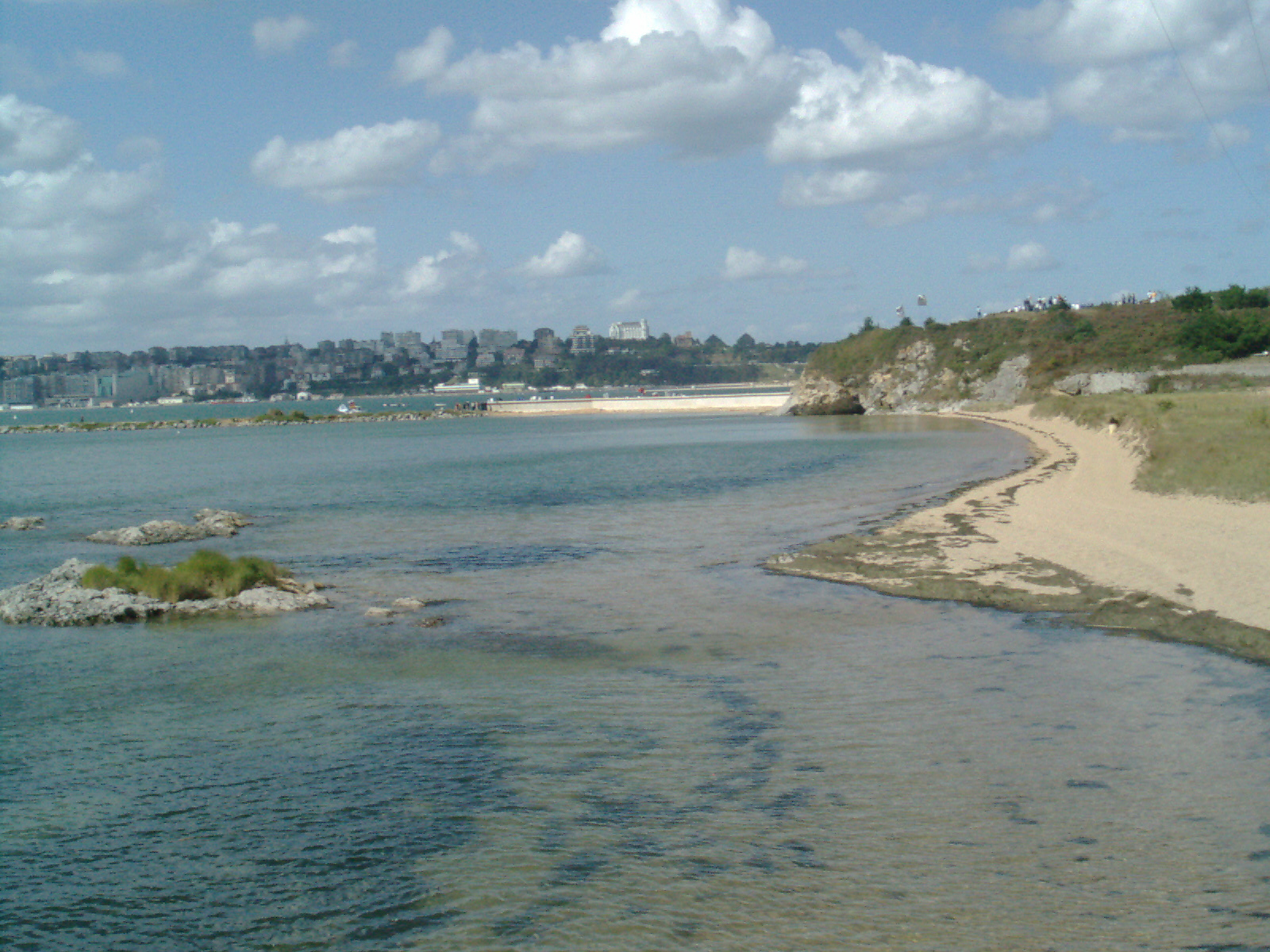
Playa de Pedreña, al fondo la ciudad de Santander.
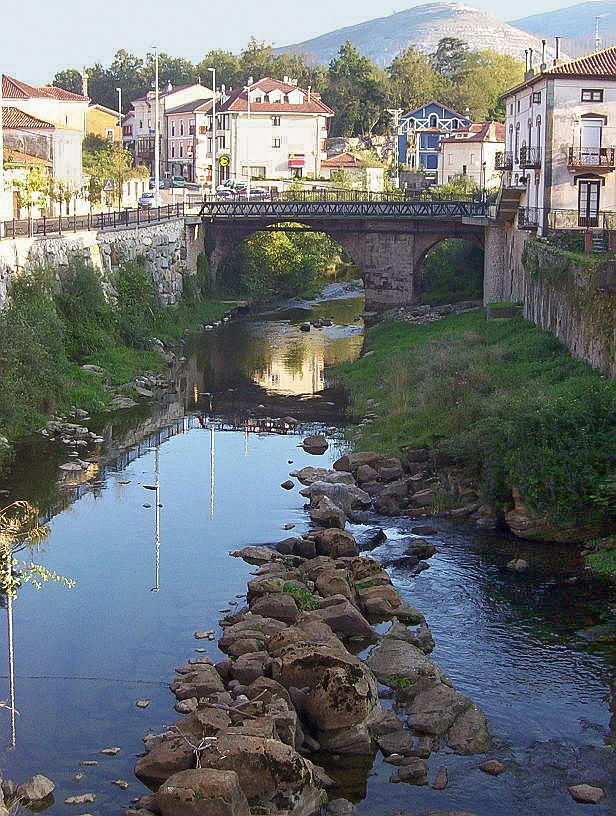
El río Miera a su paso por la población de La Cavada.
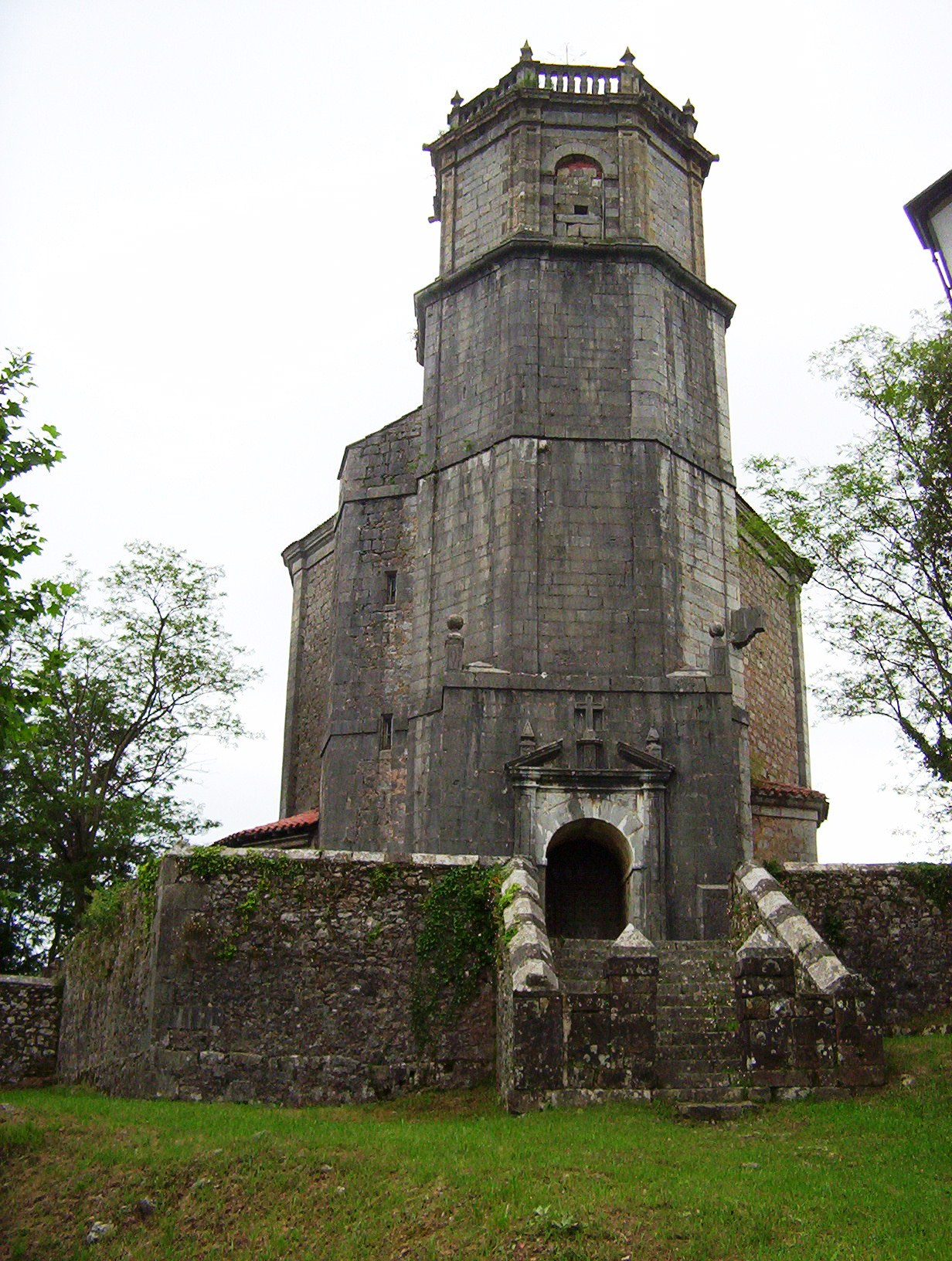
Iglesia de Santa María Magdalena de Rucandio Riotuerto (Siglo XVIII).
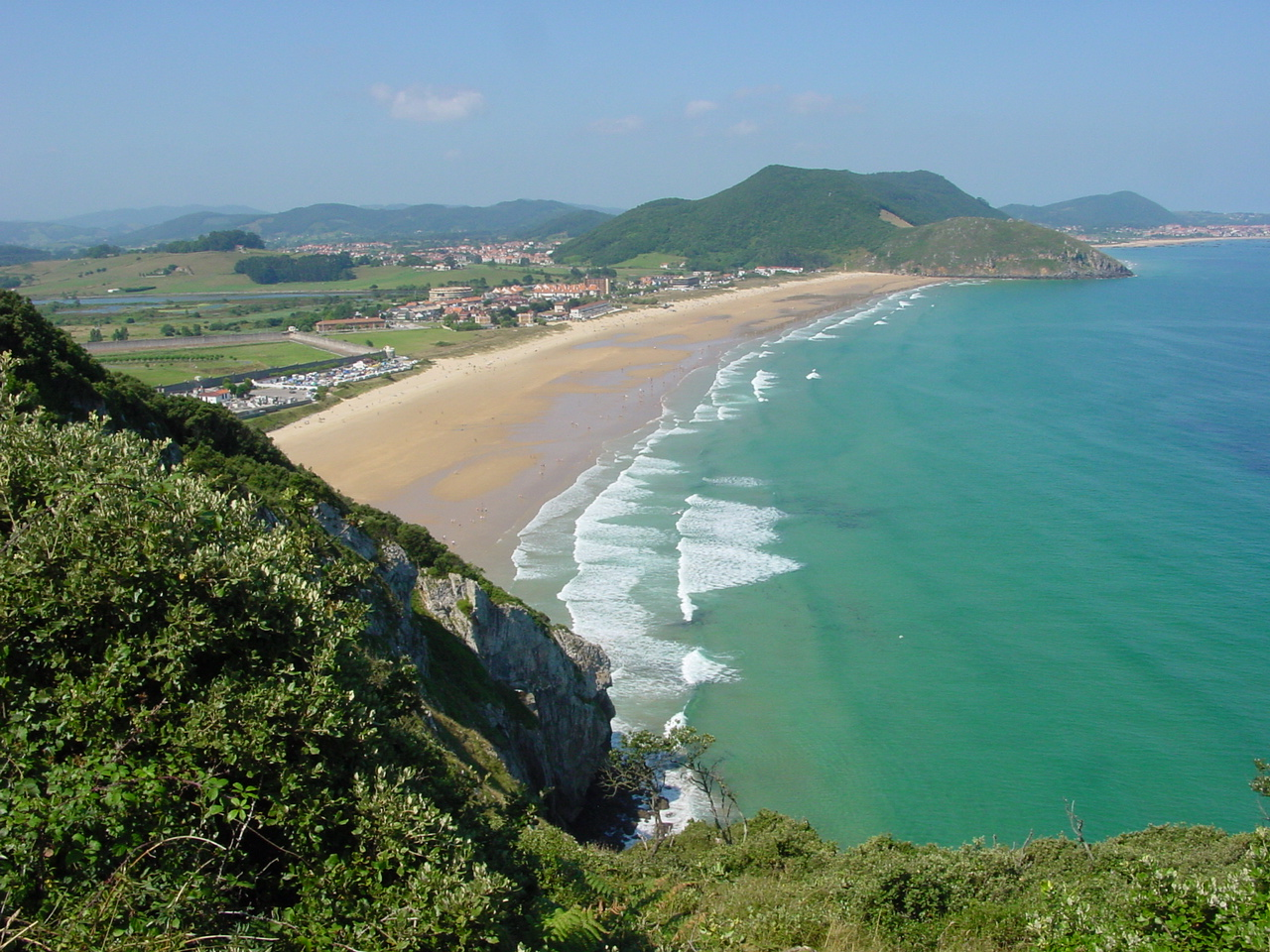
Playa de Berria desde el este.
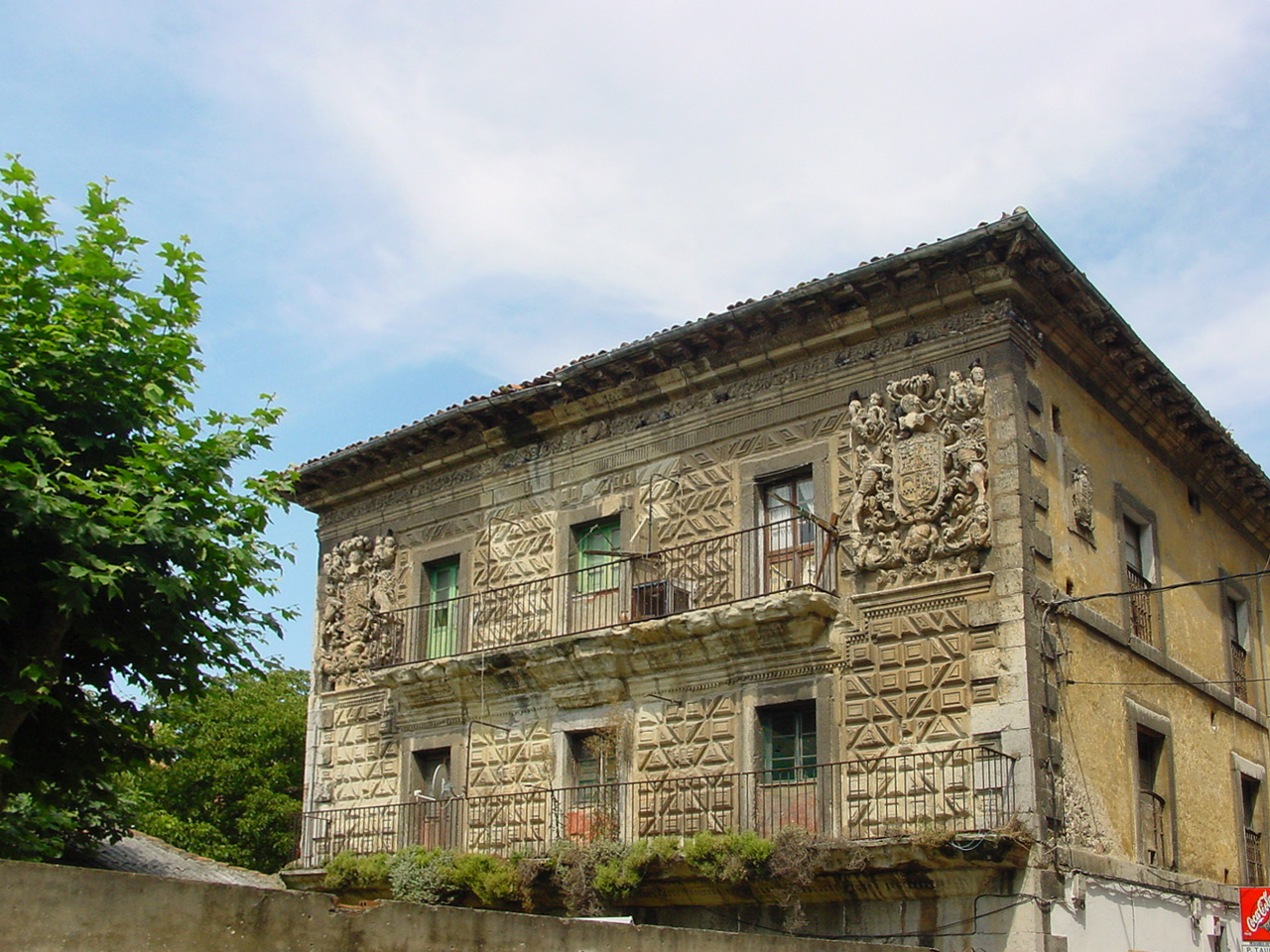
Palacio de Chiloeches (Siglo XVII).
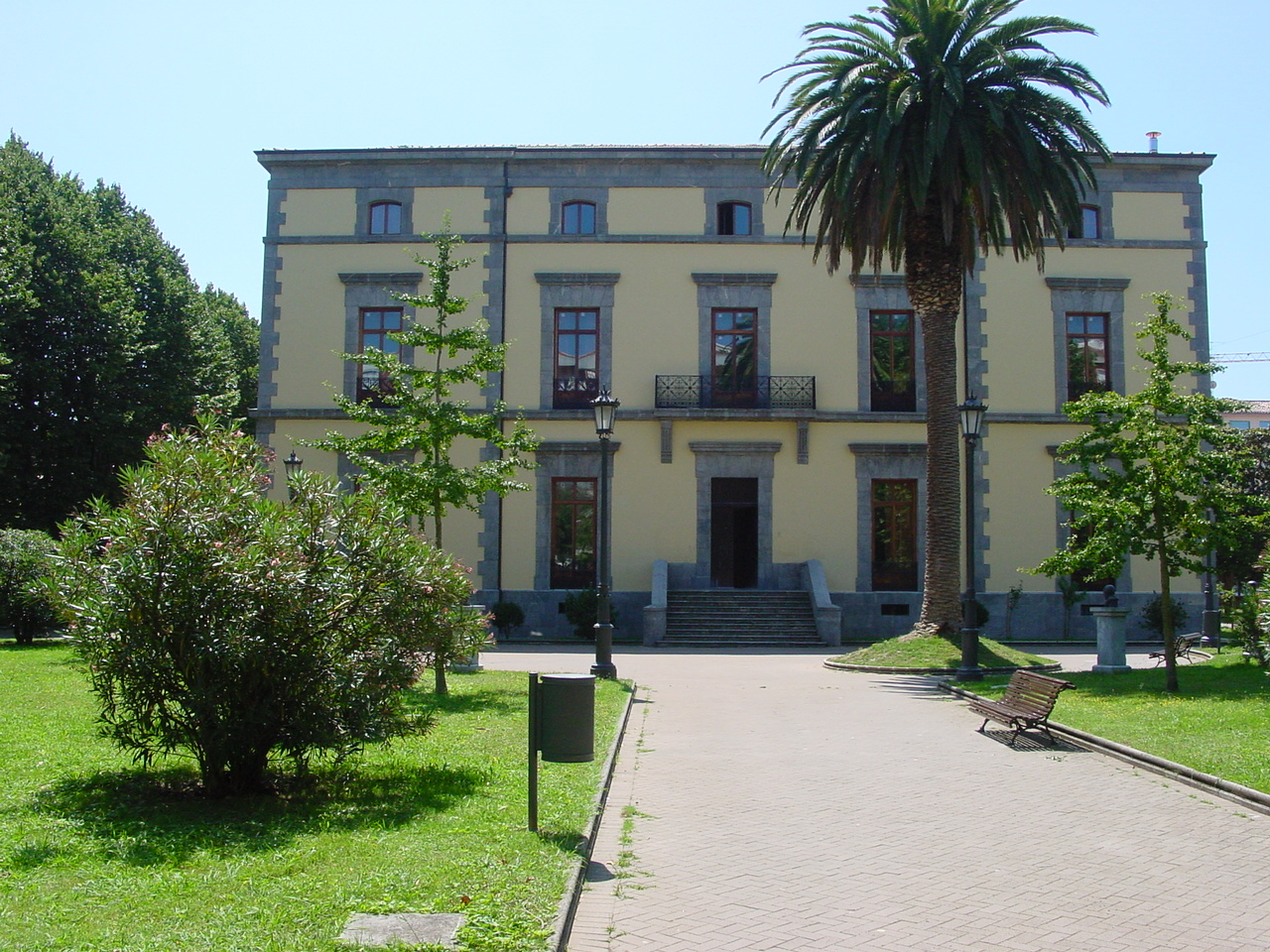
Palacio de Manzanedo, fachada lateral (Santoña).
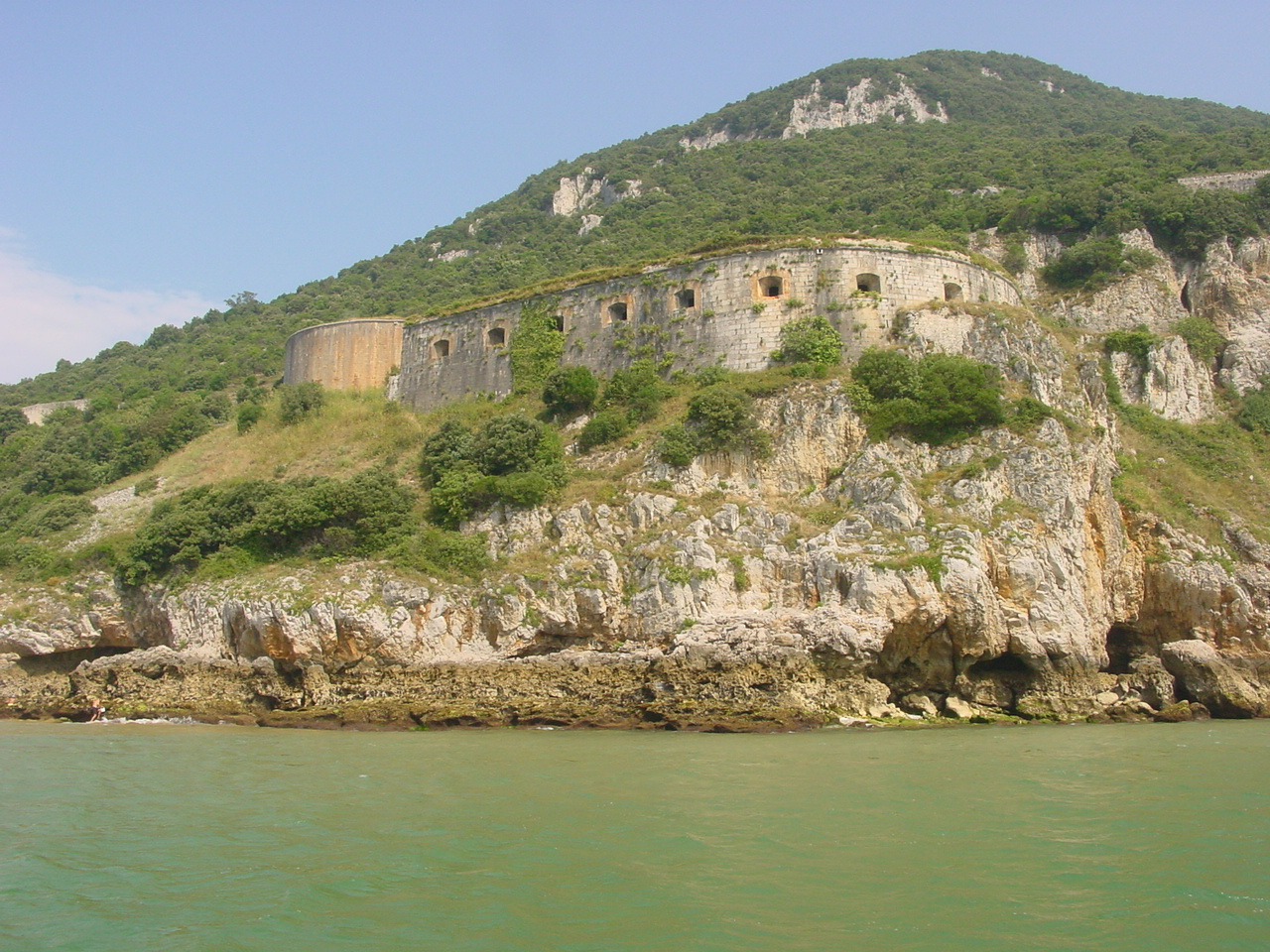
Fuerte de San Carlos a la entrada de la bahía de Santoña.
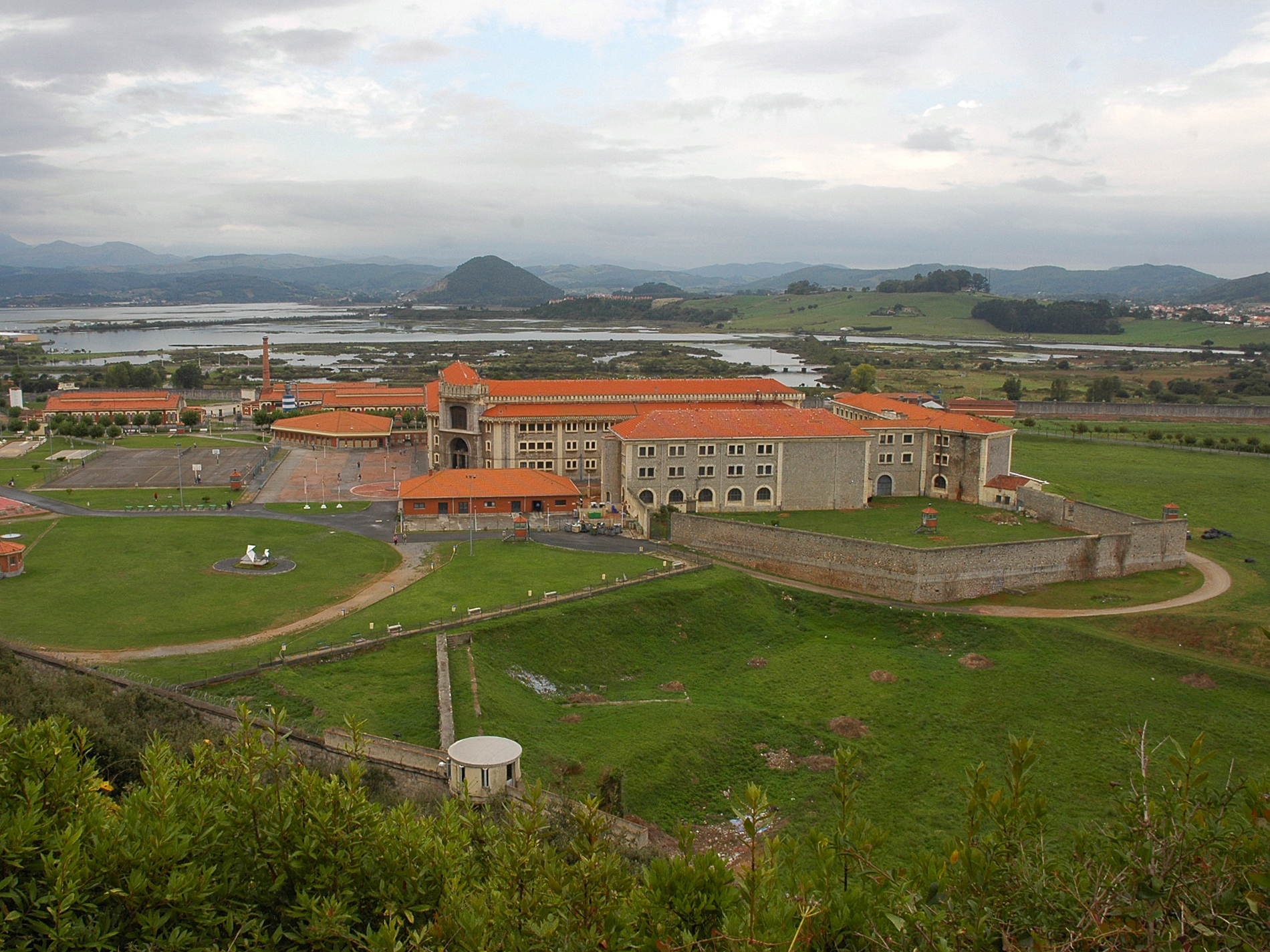
Penal de El Dueso, en la localidad de Dueso (Santoña).
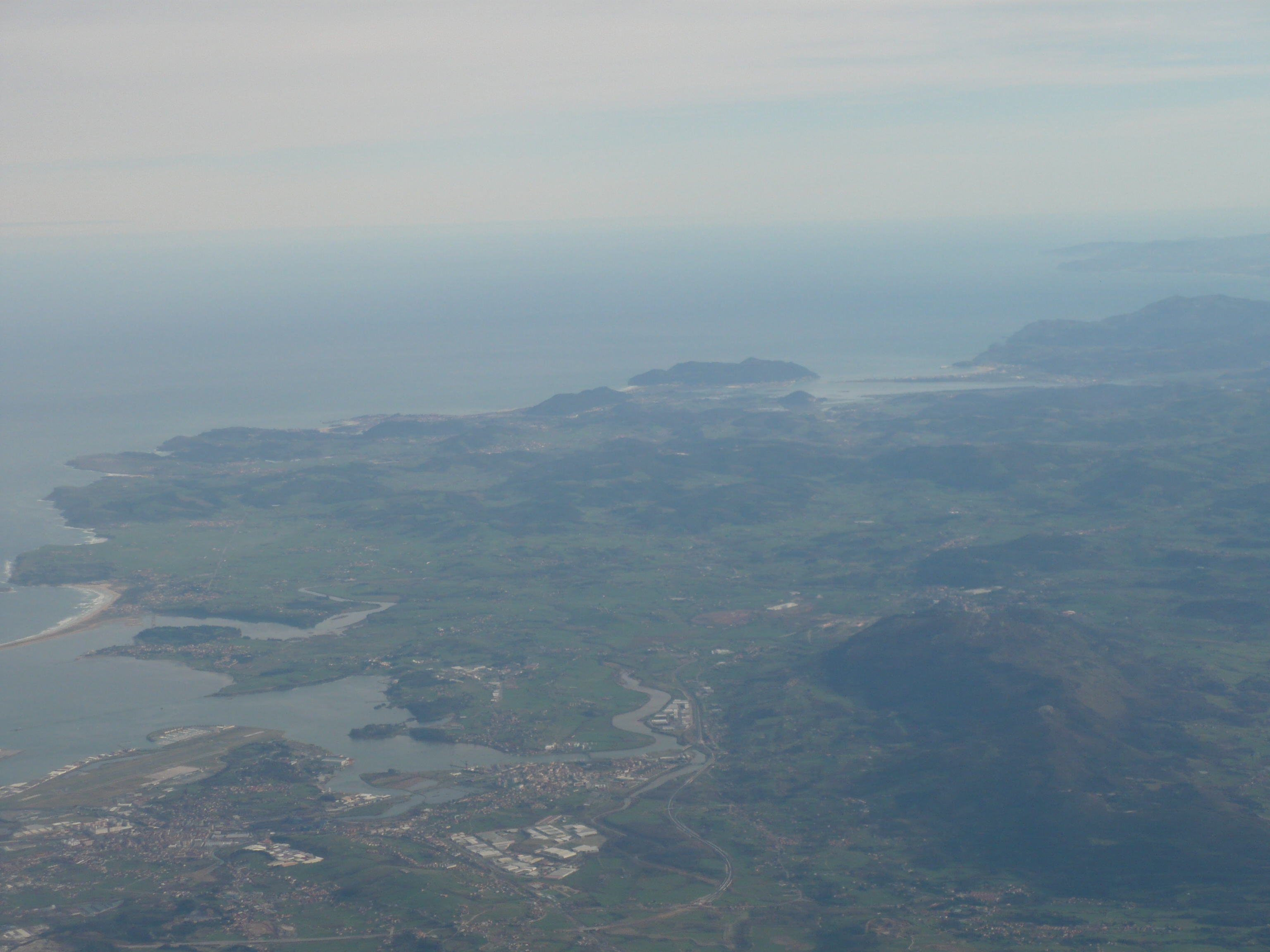
Comarca de Trasmiera (vista aérea).